# Torrent del Tudoner
El torrent del Tudoner és un curs d'aigua del Vallès Occidental que neix a la muntanyeta de Ca n'Arnella a Terrassa. Desemboca al torrent del Guinard a prop del barri de Ca n'Avellaneda.